# سيجني تولي أندرسون
سيقني تولي أندرسون (بالإنجليزية: Signe Toly Anderson)‏ (15 سبتمبر 1941 - 28 يناير 2016) هي مغنية أمريكية وأحد الأعضاء المؤسسين لفرقة الروك الأمريكية جفرسن إیربلین.

## الحياة الشخصية
ولدت سيجني تولي أندرسون في سياتل، واشنطن في 15 سبتمبر 1941. إنفصل والداها عندما كانت في سن الثالثة، وانتقلت للعيش مع والدتها في بورتلاند، وهي البلدة التي نشأت فيها. غنت أندرسون في فرقة مع ثلاثة موسيقيين كانت تعرفهم في المدرسة الثانوية تحت اسم Three Guys and a Gal. قدمت المجموعة في حدث حملة لجون ف.كينيدي في نوفمبر 1959. كانت أندرسون مغنية جاز وفلكلور معروفة محليًا في سان فرانسيسكو، حيث استمع مارتي بالين إلى أدائها ودعاها للإنضمام إلى فرقته التي سرعان ما أطلق عليها اسم جيفرسون إيربلاين.

## الوفاة
توفيت أندرسون بيفرتون في ولاية أوريغون عن سن 74 عامًا بتاريخ 28 يناير 2016 إثر داء الانسداد الرئوي المزمن. توفيت في نفس اليوم الذي توفي فيه بول كانتر زميلها في الفرقة وأحد المؤسسين.

## روابط خارجية
- سيجني تولي أندرسون على موقع IMDb (الإنجليزية)
- سيجني تولي أندرسون على موقع ميوزك برينز (الإنجليزية)
- سيجني تولي أندرسون على موقع أول ميوزيك (الإنجليزية)
- سيجني تولي أندرسون على موقع ديسكوغز (الإنجليزية)
- سيجني تولي أندرسون على موقع قاعدة بيانات الفيلم (الإنجليزية)